# Gustavo César Veloso
Gustavo César Veloso (Villagarcía de Arosa, Galicia, 29 de enero de 1980) es un ciclista gallego que fue profesional entre 2001 y 2021.

## Trayectoria
Comenzó su andadura en el equipo Club Ciclista Cultural Cambados a las órdenes de Xosé María Conde Osorio, equipo del que saltó a profesionales después de innumerables victorias como amateur y ser mundialista en Plouay en 2000. Debutó como profesional en 2001 con el equipo portugués Carvalhelhos-Boavista. Posteriormente pasó por el Relax-Bodisol y el Kaiku antes de recalar en el Karpin Galicia (posteriormente Xacobeo Galicia).
Su mayor éxito llegó el 7 de septiembre de 2009, cuando ganó en solitario la novena etapa de la Vuelta a España, con final en Xorret de Catí.
La abrupta y repentina desaparición del equipo a fines de 2010, no le dieron el tiempo necesario para encontrar equipo de cara a la temporada 2011 con lo cual Veloso estuvo año y medio sin competir.
En 2012 logró volver al pelotón fichando por el Andalucía. Sin embargo el conjunto andaluz desapareció al inicio de la temporada 2013, por lo que Veloso acabó fichando por el equipo portugués OFM-Quinta da Lixa.
En noviembre de 2019 anunció que seguiría un año más con el W52-FC Porto y que se retiraría en agosto de 2020 tras la celebración de la Vuelta a Portugal. En esa carrera consiguió dos triunfos de etapa, ambos en etapas contrarreloj, y finalizó en segunda posición en la clasificación general.
Finalmente decidió seguir compitiendo un año más y firmó con el Atum General-Tavira-Maria Nova Hotel para terminar con ellos su carrera. Puso punto final a esta tras la Vuelta a Portugal 2021.
Una vez dejó de competir pasó a ejercer de director deportivo, incorporándose en 2022 al Tavfer-Mortágua-Ovos Matinados.

## Palmarés
| 2003 - Clásica de Primavera de Portugal 2006 - 1 etapa de la Vuelta a Portugal 2008 - Volta a Cataluña 2009 - 1 etapa de la Vuelta a España 2013 - 1 etapa de la Vuelta a Portugal 2014 - Vuelta a Portugal, más 1 etapa 2015 - Vuelta a Portugal, más 2 etapas - Tour de Río, más 1 etapa | 2016 - 1 etapa del Trofeo Joaquim Agostinho - 3 etapas de la Vuelta a Portugal 2017 - 2 etapas de la Vuelta a Portugal 2018 - 1 etapa de la Vuelta al Alentejo 2019 - 1 etapa del Trofeo Joaquim Agostinho 2020 - 2 etapas de la Vuelta a Portugal |

## Resultados en Grandes Vueltas
| Carrera | Carrera         | 2001 | 2002 | 2003 | 2004 | 2005 | 2006 | 2007  | 2008 | 2009  | 2010 | 2011 | 2012  | 2013 | 2014 | 2015 | 2016 | 2017 | 2018 | 2019 | 2020 | 2021 |
| ------- | --------------- | ---- | ---- | ---- | ---- | ---- | ---- | ----- | ---- | ----- | ---- | ---- | ----- | ---- | ---- | ---- | ---- | ---- | ---- | ---- | ---- | ---- |
|         | Giro de Italia  | —    | —    | —    | —    | —    | —    | —     | —    | 145.º | —    | —    | —     | —    | —    | —    | —    | —    | —    | —    | —    | —    |
|         | Tour de Francia | —    | —    | —    | —    | —    | —    | —     | —    | —     | —    | —    | —     | —    | —    | —    | —    | —    | —    | —    | —    | —    |
|         | Vuelta a España | —    | —    | —    | —    | —    | —    | 121.º | 29.º | 41.º  | 45.º | —    | 114.º | —    | —    | —    | —    | —    | —    | —    | —    | —    |

—: no participa

Ab.: abandono

## Equipos
- Carvalhelhos-Boavista (2001-2003)
- Relax-Fuenlabrada (2004)
- Kaiku (2005-2006)
- Karpin/Xacobeo-Galicia (2007-2010)
  - Karpin Galicia (2007-2008)
  - Xacobeo Galicia (2009-2010)
- Andalucía (2012)
- W52 (2013-2020)
  - OFM-Quinta da Lixa (2013-2014)
  - W52-Quinta da Lixa (2015)
  - W52-FC Porto (2016-2020)
- Atum General-Tavira-Maria Nova Hotel (2021)